# Sanagōchi
Sanagōchi (jap. 佐那河内村 Sanagōchi-son) – wieś w Japonii, na wyspie Sikoku, w prefekturze Tokushima. Według danych na rok 2020 miejscowość zamieszkiwało 2 058 mieszkańców , a gęstość zaludnienia wyniosła 48,7 os./km².